# Libellulosoma
Libellulosoma is een geslacht van libellen (Odonata) uit de familie van de glanslibellen (Corduliidae).

## Soorten
Libellulosoma omvat 1 soort:
- Libellulosoma minuta Martin, 1907